# Duende de Lincoln

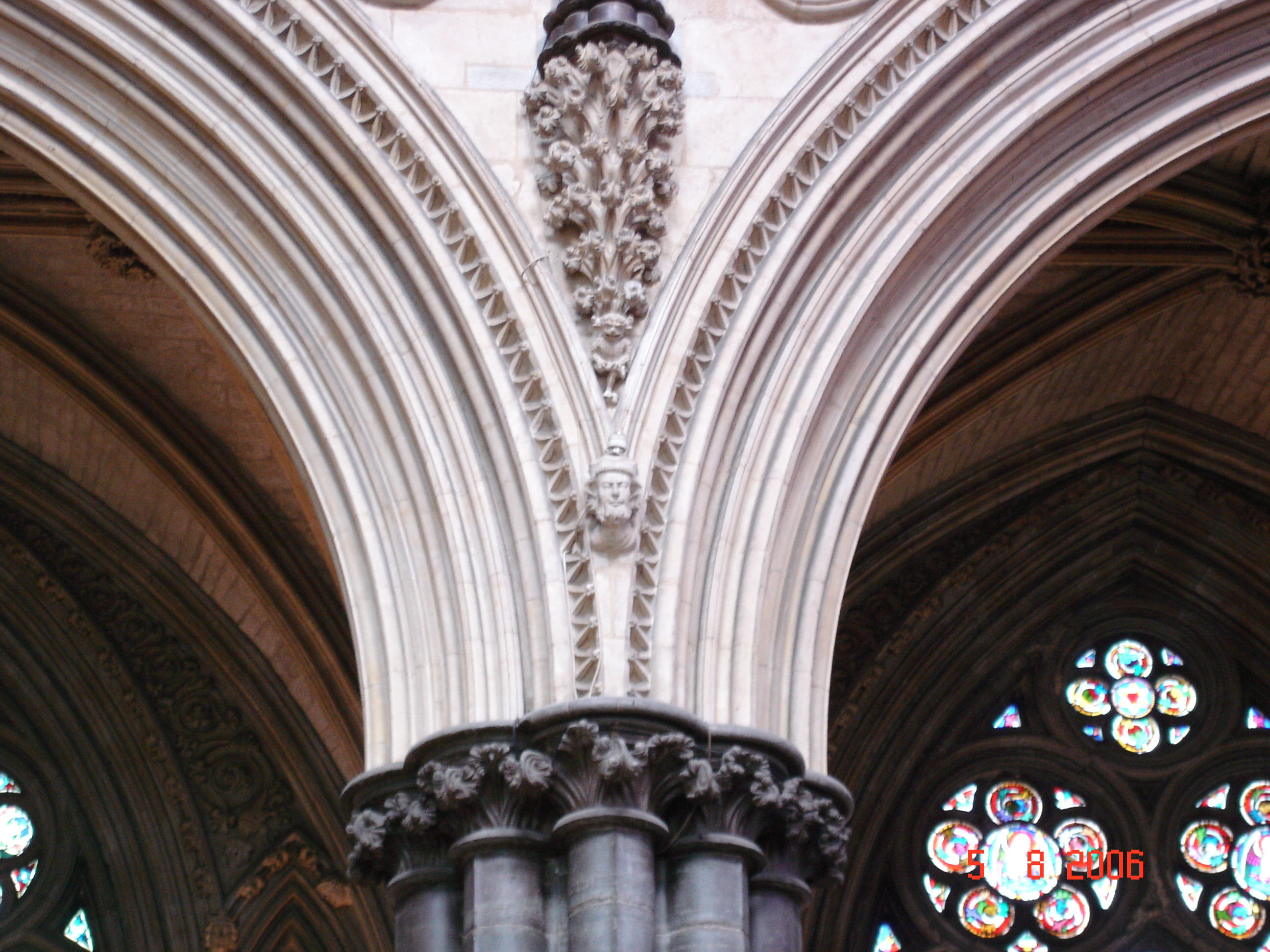
El duende de Lincoln (en la punta de la V superior).

El Duende de Lincoln o Diablillo de Lincoln (en inglés: Lincoln Imp) es un símbolo muy popular de la ciudad inglesa de Lincoln (condado de Lincolnshire).

## Escultura
Se trata de una pequeña escultura que representa a un pequeño demonio sentado, con las piernas cruzadas, en el capitel de una de las columnas del crucero de la Catedral de Lincoln. Existe la tradición de buscar al duende la primera vez que se visita la catedral, de la misma forma que se trata de descubrir la rana de la fachada de la Universidad de Salamanca o el topo en la Catedral de León en España.
El orfebre local James Ward Usher realizó algunas réplicas que engarzaba en artículos de joyería. Durante una visita a Lincoln, el príncipe de Gales (futuro Eduardo VII) recibió como regalo una de estas réplicas. Solía llevarla consigo como amuleto, de forma que se hizo muy popular. La demanda de estas joyas se expandió tanto que enriqueció al joyero Usher de tal modo que le permitió dedicar gran parte de su fortuna a la colección de obras de arte, fundando la Usher Gallery de Lincoln.
La figura del Duende de Lincoln continúa siendo muy popular y está fuertemente asociada a Lincoln y sus habitantes. Por ejemplo, el equipo de fútbol de la ciudad, el Lincoln City F.C. es apodado The Imps (los duendes).

## La leyenda
La figura se encuentra asociada a una leyenda del siglo XIV: dos duendes fueron enviados por el Diablo para causar molestias en la tierra. Llegaron a Lincoln y comenzaron a volcar sillas y mesas y a incomodar al obispo. Un ángel salió de un libro de himnos y les reprendió. Uno de los duendes se acobardó y se escondió bajo una mesa, pero el otro subió a una columna y comenzó a arrojarle piedras y objetos al ángel. Entonces este le transformó en la figura de piedra que se puede ver hoy, dando una oportunidad a su compañero para que escapase y no hiciese más mal.
- Datos: Q6550767
- Multimedia: Lincoln Imp / Q6550767